# 志摩町御座
志摩町御座（しまちょうござ）は、三重県志摩市の地名。2004年時点の面積は2.39km2。
2003年（平成15年）時点、専業農家はなく、漁業と観光業が中心である。

## 地理
志摩市の南部、志摩半島最南端の先島半島（前島半島）西端に位置する。北・南・西の三方を海に囲まれ、北から西にかけては英虞湾に、西から南にかけては太平洋（熊野灘）に面し、太平洋岸は海食崖を形成する。岩場のわずかな風化土壌の上などに耐潮風性のハチジョウススキ・キノクニシオギク・アゼトウナ・ヒゲスゲ・ハマカンゾウ・ハマアザミ・テリハノイバラなどが混生する。北西約2km先には海を挟んで浜島町浜島と向かい合う。東は志摩町越賀と接する。
地形的には隆起海食台地上に展開し、水田はほとんど見られない。黒森と金比羅山は互いに台地上に孤立した山である。御座は山林面積率が6 - 7割を占め、耕地は少ない。集落は御座港付近と小字小浦にある>。御座の中心集落は海の荒れる東風を避けるように立地している。
産業としては沿岸漁業が盛んで、海女漁業と真珠の養殖が特徴である。志摩町の他の大字と同じく、真珠養殖が主で海女漁業が従となっている一方、海女の操業日数は志摩地方では多い方である。農業面では、二期作や暖地農業の適地として普及・研究の対象となったことがある。
- 山：黒森（96m）、金比羅山（99m）
- 岬：御座岬、岩井崎
- 島：矢摺島

### 山

#### 黒森
黒森（くろもり）は、三重県志摩市志摩町御座にある、標高96mの山。正式な山名は見崎山。熊野灘沿岸に位置し、森が作る影によって水面を覆って漁場を守る「魚付き林」の役割を果たす。樹種はツブラジイを主とする常緑広葉樹である。
黒森の名は、沖合から見た時に木々が生い茂って黒く見えることに由来する。山頂付近には灯台が設置されている。

#### 金比羅山
金比羅山（こんぴらやま、こんぴらさん）は、三重県志摩市志摩町御座にある、標高99mの山。英虞湾や熊野灘を望み、鳥羽一郎の演歌『志摩半島』では「金比羅山は四面皆海（しめんみなうみ）」と歌われている。毎年正月には初日の出を見に多くの人が集まる。
山麓に空海ゆかりの不動明王があることから「聖が岳」と呼称されたが、後に金比羅権現を祀るようになったことから、金比羅山に改名したと伝わる。

## 歴史

### 近世まで
縄文時代や弥生時代の遺跡が各地で発見され、地蔵遺跡からはシカの角でできた小刀や刀装が出土している。『神宮雑例集』には、「胡座」として記録が残る。ただし、これ以外に「胡座」に関する記述は残っておらず、詳しいことは分からない。文和4年8月（ユリウス暦：1355年9月）の『二見御厨村主末継言上書』には「御坐清厚氏女」の字が見える。「城山」と呼ばれる地域には御座源四郎が居城を構えていたと伝わる。
江戸時代には御座村として志摩国英虞郡鵜方組に属し、鳥羽藩の配下にあった。村高は185石余だった。初鰹と鯛を献上していたほか、代銀を受け取って鰹節やエビ、サザエなども納めていた。廻船や御城米積船の破損時の救助の任を負い、鳥羽藩主の内藤忠政が参勤交代する際に船を出していた。当時の御座村に掲げられたキリシタンの制札が残されており、志摩市指定有形文化財として志摩市歴史民俗資料館が保管している。

### 近代以降
町村制が施行されると、御座村は単独で村制を敷き、昭和の大合併・平成の大合併を経て、現在まで大字として存続している。1885年（明治18年）、福地復一は御座村を訪れ、そこで見聞した地域の風習について『東京人類學會報告第2巻』に書き留めている。福地は「住民ノ生業風俗ハ頗ル奇異ニシテ人類學研究ノ材料トモナルベキモノ」として、海女がイソオケ（磯桶）と呼ばれる桶をもって潜水し、石花菜（テングサ）や鹿角菜（フノリ）、和布（ワカメ）、鰒（アワビ）を採取していると記している。更に、赤ちゃんを育てることは、海女として一家を支える女性にとって負担となるので、家族の半数は他の地方から10歳前後の子を養子として迎えていることや、女性が戸主であるため女性の権利が強く、夫に服従することなく、夫は忙しい妻に代わって炊事・掃除・洗濯を行うとも報告している。
1935年（昭和10年）の国勢調査によれば男性100人に対する女性の人口は123人で、漁業地理学者の青野壽郎は「海女といふ職業が、女子を郷土に定住せしめる有力な経済的要因となつてゐることに基く結果の人口現象であると解せられる。」と分析した。1945年（昭和20年）4月7日に御座村は空襲を受け、被害者は対岸の浜島にあった浜島町立診療所へ運ばれ、多くの人命が救われたという。
1950年（昭和25年）の統計では、漁業人口は農業人口をわずかに上回る程度であった。その2年後の1952年（昭和27年）には農業人口が25%の大幅な減少を示した。1967年（昭和42年）、御座と浜島を結ぶ奥志摩フェリーが開設され、自動車を利用した英虞湾の周遊ルートが完成した。1968年（昭和43年）2月、近畿日本鉄道は海水浴客を誘致することで鉄道旅客の増加を図るべく、伊勢志摩国立公園協会に遊泳可能な海浜を持つ地域に民宿を開設するよう要請、鳥羽市相差町、阿児町国府と並び、御座が候補地として選ばれ、5軒の民宿が開かれた。
2010年（平成22年）2月27日に発生したチリ地震では、津波によって潮流が速くなり、水産物に被害が発生した。

### 沿革
- 1889年（明治22年）4月1日 - 町村制施行により英虞郡御座村が成立。大字は編成せず。
- 1896年（明治29年）4月1日 - 郡の統合により答志郡と英虞郡が合併し、志摩郡御座村となる[24]。
- 1954年（昭和29年）12月1日 - 市町村合併により、志摩郡志摩町御座となる。
- 2004年（平成16年）10月1日 - 平成の大合併により、志摩市志摩町御座となる。

### 地名の由来
御座とは「爪切不動尊のいらっしゃるところ」の意味であると考えられる。また爪切不動尊の祭事を司る役人が5人であったことから五座→御座となった、爪切不動尊の縁日に出店する座の権利が5つあったことから五座→御座となったとの説も提示されている。

## 世帯数と人口
2019年（令和元年）7月31日現在の世帯数と人口は以下の通りである。
| 町丁       | 世帯数  | 人口  |
| ---------- | ------- | ----- |
| 志摩町御座 | 219世帯 | 446人 |

### 人口の変遷
1746年以降の人口の推移。なお、2005年以後は国勢調査による推移。
| 1746年（延享3年）  | 416人   | [ 14 ]    |  |
| 1908年（明治41年） | 1,064人 | [ 14 ]    |  |
| 1960年（昭和35年） | 1,200人 | [ 27 ]    |  |
| 1980年（昭和55年） | 944人   | [ 4 ]     |  |
| 2000年（平成12年） | 758人   | [ 27 ]    |  |
| 2005年（平成17年） | 655人   | [ WEB 7 ] |  |
| 2010年（平成22年） | 574人   | [ WEB 8 ] |  |
| 2015年（平成27年） | 484人   | [ WEB 9 ] |  |

### 世帯数の変遷
1746年以降の世帯数の推移。なお、2005年以後は国勢調査による推移。
| 1746年（延享3年）  | 80戸    | [ 14 ]    |  |
| 1908年（明治41年） | 191戸   | [ 14 ]    |  |
| 1960年（昭和35年） | 285世帯 | [ 27 ]    |  |
| 1980年（昭和55年） | 283世帯 | [ 4 ]     |  |
| 2000年（平成12年） | 269世帯 | [ 27 ]    |  |
| 2005年（平成17年） | 255世帯 | [ WEB 7 ] |  |
| 2010年（平成22年） | 242世帯 | [ WEB 8 ] |  |
| 2015年（平成27年） | 208世帯 | [ WEB 9 ] |  |

## 学区
市立小・中学校に通う場合、学区は以下の通りとなる。
| 番・番地等 | 小学校             | 中学校             |
| ---------- | ------------------ | ------------------ |
| 全域       | 志摩市立志摩小学校 | 志摩市立志摩中学校 |

2014年3月31日まで、御座小学校・越賀中学校の学区であった。御座小学校は志摩町御座にあるが休校中である。

## 御座漁港

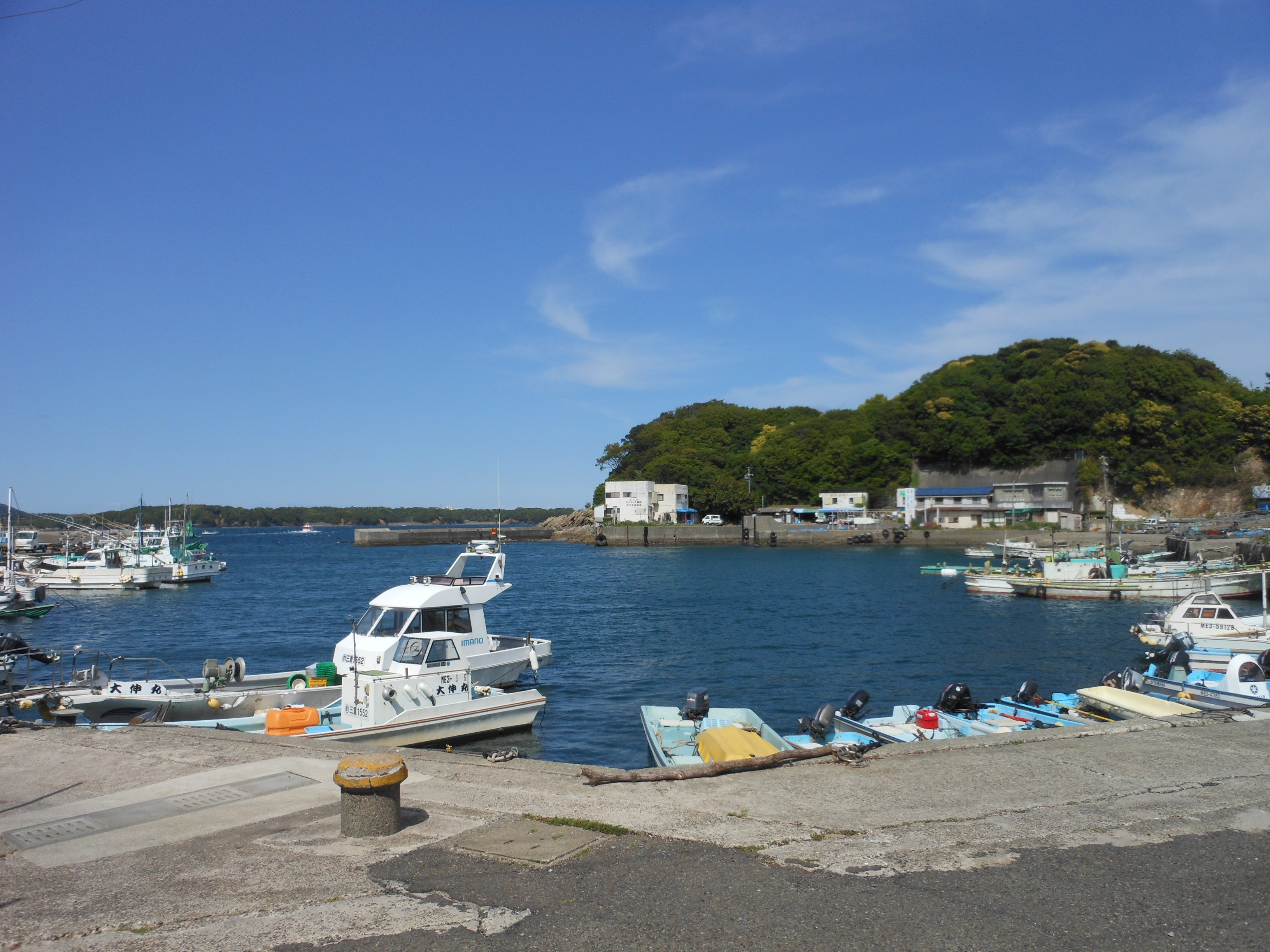
御座漁港

御座漁港（ござぎょこう）は三重県志摩市志摩町志摩町御座にある、第2種漁港。志摩市が管理し、1953年（昭和28年）3月5日に漁港指定を受けた。かつてはかつお釣餌料供給基地として知られ、遠洋漁船が多く来航していた。2009年（平成21年）の統計では属地陸揚げ量は122.8t、属地陸揚げ金額は113百万円であった。漁獲高は20世紀に比べ減少しており、旧御座漁業協同組合は漁港整備改良事業の地元負担分の支払いにも苦労していた。漁協の前身である漁業組合は1903年（明治36年）6月に結成された。
1956年（昭和31年）の紀行文によると、港には船の到着を待つ子どもたちであふれ、2台の観光バスが客を待っていたという。2012年現在は三重交通による路線バス「60・62系統 御座線」の終点となっている。
御座沖の海水の最低水温は1970年代から1980年代にかけて14℃と安定し、同時期に急速に水温が上昇した尾鷲沖に比べ、藻場の衰退はないと森鐘一らの研究グループは述べている。

## 観光

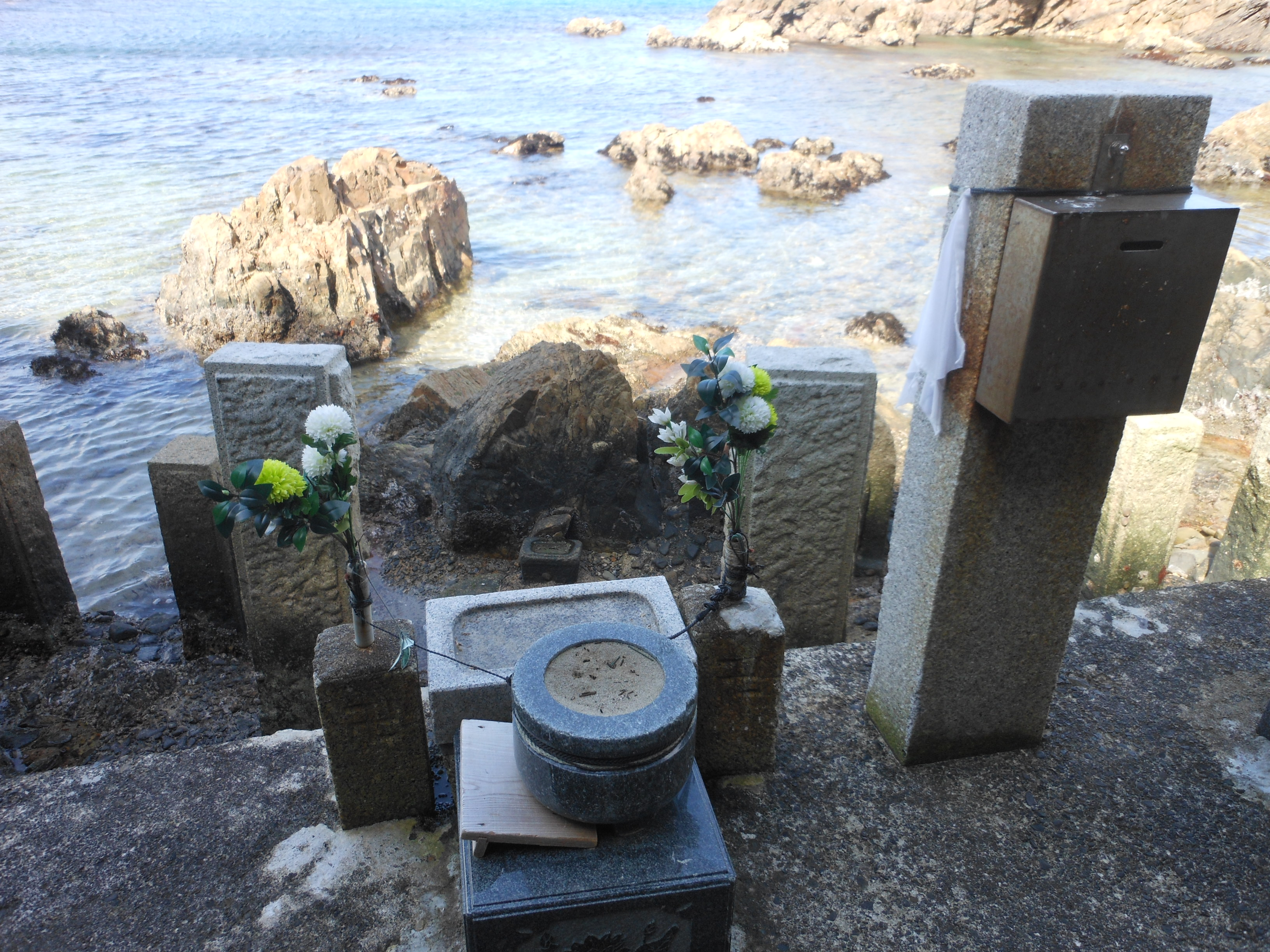
潮仏

1980年代前後より観光業が発達し、御座白浜海水浴場では夏を中心に海水浴やキャンプに訪れる人が多い。観光業は漁業と並んで重要な産業であるが、2004年（平成16年）発行の『志摩町史』では、「一時はにぎわっていた」と観光業による地域の発展は過去のものとして記述している。
- 御座白浜海水浴場 - 約700mの弧状海岸で、高い透明度の海水が特色[32]。御座の中心集落からは約1kmほど離れ、名古屋方面からの来客が多い[33]。
- 爪切不動尊 - 巡錫中の空海が御座を訪れた際に、爪で石に不動明王を刻んだものとされている[14]。寛政年間に美濃国の僧・霊源禅師が本堂と籠り堂を建立、大正時代に御木本幸吉が不動尊に至る車道を整備した[14]。海上安全・大漁に御利益があるとされ、漁師の信仰が厚い[3]。春は桜が咲き乱れる[3]。
- 潮仏 - 御座漁港から海辺に沿って進むと現れる、海中の地蔵[34]。腰から下の病を癒すとされ、海女の信仰を集める[3][34]。
- キャンプ場 - 志摩観光農園、御座岬オート、はまゆうバンガロー、美浜の各キャンプ場がある。

## 交通

### 陸上
鉄道
鉄道は通っていない。最寄り駅は陸路なら阿児町鵜方にある近鉄志摩線鵜方駅、海路なら阿児町神明賢島にある同線賢島駅。
バス
御座港バス停（三重交通志摩営業所管内）
- 60・62系統 御座港
- 60・62系統 伊勢市駅前
- 60・62系統 伊勢赤十字病院

道路
- 国道260号 - 北部を通る志摩バイパスと南部を通る本線が御座港で合流する。志摩町御座から浜島町浜島の間は、海上区間となっている。

### 海上
志摩マリンレジャーにより、以下の定期船が就航する。
- 賢島 - 浜島航路（2021年9月30日をもって廃止予定）[WEB 14]
  - 浜島→御座→賢島
  - 賢島→御座→浜島→御座→賢島
  - 賢島→御座→浜島→御座
  - 御座→浜島

廃止航路
- 奥志摩フェリー（御座 - 浜島）：1967年 - 1989年[WEB 6]

## 施設
- 志摩市立御座小学校
- 三重外湾漁業協同組合志摩支所和具事業所御座
- 志摩市御座コミュニティセンター
- 志摩市立御座保育所
- 御座郵便局

## 史跡

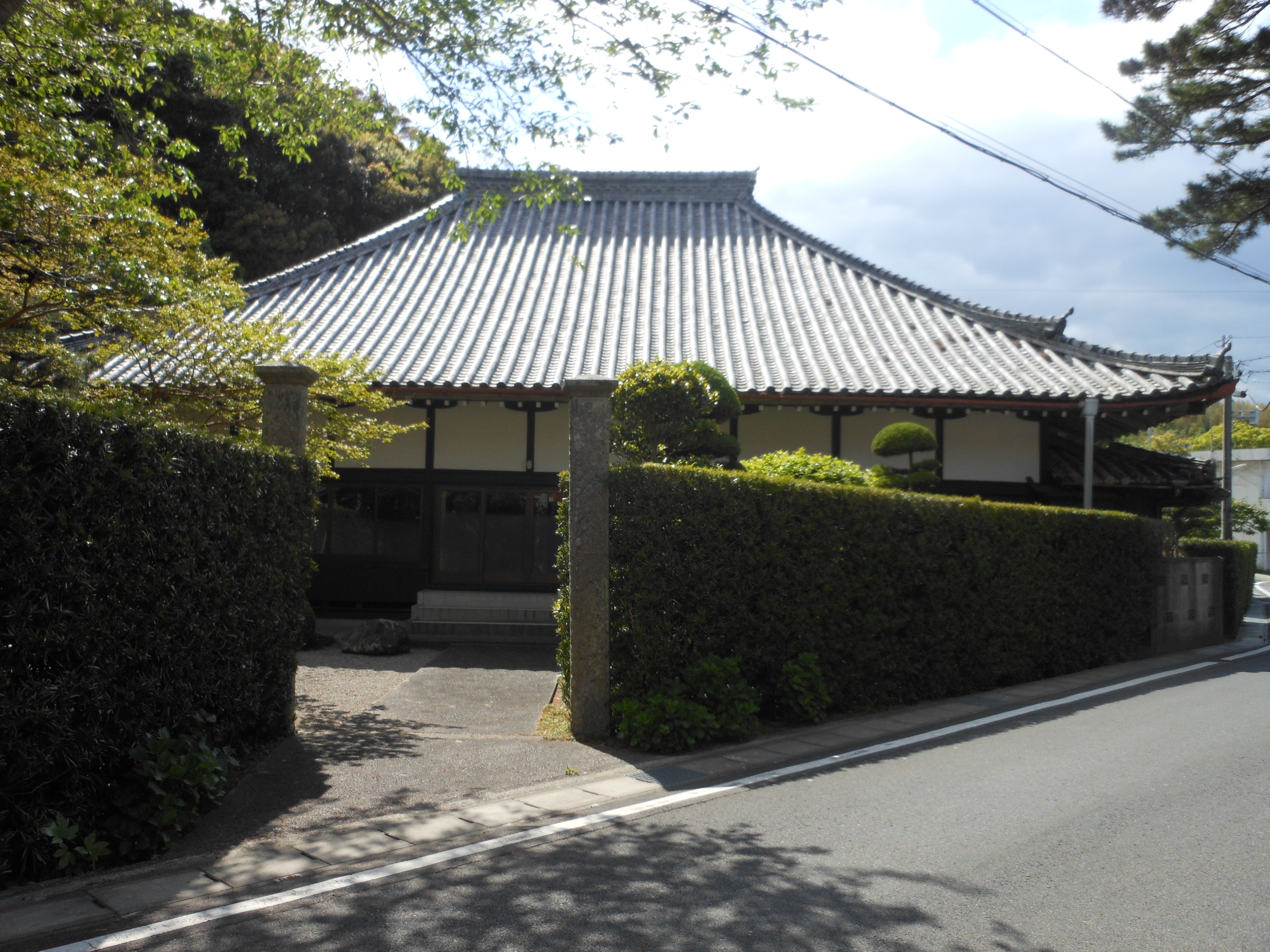
梵海山潮音寺

- 御座神社 - 旧称は日吉神社で、明治初期に現称となる[14]。御座の鎮守であり、1907年（明治40年）に社宮司社・津島神社・天真名井神社を合祀した[14]。
- 梵海山潮音寺 - 臨済宗南禅寺派の仏教寺院[14]。元亀2年（1571年）の開山[14]。

## 郷土の人物
勝峯大徹禅師
御座村に生まれ、後に臨済宗南禅寺派の管長となった。朝熊山金剛證寺を廃仏毀釈の激しい攻撃から守った。

## その他

### 日本郵便
- 郵便番号 : 517-0705[WEB 2]（集配局：志摩郵便局[WEB 15]）。